# Ilie de la Sculărie
Ilie de la Sculărie; Lică de la Sculărie sau Gică de la Sculărie este o sintagmă izvorâtă din eposul popular românesc, care-l identifică pe cel căruia i-a fost adresată, cu înțelesul de cel mai cunoscut român. Ilie de la Sculărie face parte din panoplia personajelor din bancurile din România. Adrian Păunescu a scris o poezie intitulată Balada lui Ilie de la Sculărie care a fost pusă pe muzică de Emeric Imre.